# Гезелл, Арнолд Лусиус
Арно́лд Лу́сиус Гезе́лл (англ. Arnold Lucius Gesell; 21 июня 1880, Алма, штат Висконсин, США — 29 мая 1961, Кембридж, Мидлсекс, штат Массачусетс, США) — американский психолог, содействовавший развитию нормативной медицины раннего детства и изучению особенностей психического развития детей раннего (от рождения до 3 лет) и подросткового возраста. Его уникальное исследование возрастной периодизации, в соавторстве с другими психологами (Льюис Термен) положило начало классическому американскому направлению в развитии детской психологии.
Член Национальной академии наук США (1947).

## Биография
Арнолд Гезелл родился в Алма, окружном центре штата Висконсин. Арнольд был старшим из пяти детей в семье фотографа и учительницы, придававших большое значение образованию своих детей. Наблюдения за учёбой и развитием младших братьев и сестёр пробудили в юноше интерес к психологии. После окончания средней школы в 1896 году Гезелл поступил в Висконсинский университет в Стивенс-Пойнте, на курс к Эдгару Джеймсу Свифту, выпускнику Университета Кларка, который помог развить интерес Арнолда к психологии. Некоторое время работал вузовским преподавателем, после чего отправился учиться в Висконсинский университет в Мадисоне, где получил знания по курсу истории, которую ему преподавал Фредерик Джексон Тёрнер. Преподавателем по курсу психологии был Джозеф Ястров, основатель лаборатории психологии в Висконсинском университете. Арнолд Гезелл получил степень бакалавра философии от штата Висконсин в 1903 году. Он поработал учителем и директором школы, после чего продолжил образование в Университете Кларка.
Университет Кларка в то время был под сильным влиянием своего президента, Грэнвилля Стэнли Холла, пионера американской психологии, который основал движение исследований детского развития. Гезелл получил степень доктора философии по психологии от Университета Кларка в 1906 году. Он работал в нескольких образовательных учреждениях в Нью-Йорке и Висконсине, и в дальнейшем его коллега по Университету Кларка Льюис Термен помог ему получить место профессора Лос-Анджелесской высшей школы штата. Там он встретил Беатрис Чандлер, на которой он женился. Позже у них появились дочь и сын. После длительных наблюдений в школах для лиц с психическими расстройствами, такими как Вайнлендская подготовительная школа в Нью-Джерси, которая была основана Генри Гербертом Годдаром, он развил свой интерес к изучению особенностей развития детей с ограниченными возможностями. Решив стать врачом, он некоторое время обучался в Университете Высшей Медицинской Школы Висконсина. Позднее он служил в качестве помощника профессора Йельского университета, изучая медицину. Там же основал Йельскую клинику детского развития и получил степень доктора медицины в 1915 году. Впоследствии он получил полную степень профессора в Йельском университете. Он также служил в качестве школьного психолога в Совете по образованию штата Коннектикут и помог разработать успешные программы для детей с ограниченными возможностями.
Будучи новатором, Гезелл использовал в своих исследованиях последние достижения в кино и фотографии. Он использовал односторонние зеркала для наблюдения детей и изобрёл купол Гезелла — одностороннее зеркало в виде купола для упрощения наблюдений за детьми. В своих исследованиях он изучил многих детей, в том числе Камалу — девушку, выросшую в волчьей стае. Также он проводил исследования, наблюдая молодых особей животных, включая обезьян. Как психолог, Гезелл понял огромное значение природы и воспитания. Он предостерегал не быть поспешными в выводах, приписывая конкретные причины умственным недостаткам. Многие аспекты человеческого поведения, например беспристрастность и темперамент, он считал наследственными, и напоминал, что «ребенок адаптирован к родителю, родитель адаптирован к ребёнку». Он считал, что общенациональная система детских садов будет благом для его страны. В соавторстве с д-р Фрэнсис Илг разработал два руководства по уходу за ребёнком Infant and Child in the Culture of Today, 1943, и The Child from Five to Ten, 1946. Гезелльский институт развития человека, названный в его честь, основали его коллеги, д-р Фрэнсис Илг, и д-р Луиз Бэйтс Эймс в 1950 году, после того как Гезелл покинул университет в 1948 году.

## Научные труды

### Монографии
- Gesell A. The Preschool Child from the Standpoint of Public Hygiene, 1923
- Gesell A. Education, 1923
- Gesell A. The Mental Growth of the Preschool Child, 1925
- Gesell A. An Atlas of Infant Behaviour, 1934.
- Gesell A., Thompson H., & Amatruda C. S. (1938). The psychology of early growth, including Norms of infant behavior and a method of genetic analysis. New York: The Macmillan Company.
- Gesell, A. & Ilg F. L. (1949). Child development, an introduction to the study of human growth. New York: Harper & Row.
- Gesell A., Ilg F. L., & Ames L. B. (1974). Infant and child in the culture of today: the guidance of development in home and nursery school (Rev. ed.). New York: Harper & Row.
- Gesell A. The child from five to ten. N. Y., 1946 (with F. Ilg).

### Статьи
- Gesell, Arnold. «The Village of a Thousand Souls.» // The American Magazine[англ.], Oct. 1913, pp. 11–16.

### Переводы на русский язык
- Умственное развитие ребёнка. М.; Л., 1930;
- Педология раннего возраста. М.; Л., 1932;